# 約翰·曼德森 (醫學家)

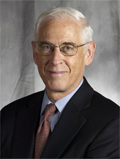
約翰·曼德森（醫生）John Mendelsohn (doctor)

約翰·曼德森（英語：John Mendelsohn，1936年8月31日—2019年1月7日)，研發出第一種標靶藥物Erbitux（爾必得舒）的醫學家。和東尼·杭特（Tony Hunter）、布萊恩·德魯克爾（Brian J. Druker）一同獲得2018年唐獎生技醫藥獎。2019年1月7日因腦癌去世。